# هایشتنباخ
هایشتنباخ (به آلمانی: Heistenbach) یک شهر در آلمان است که در Verbandsgemeinde Diez واقع شده‌است. هایشتنباخ ۱٬۱۶۳ نفر جمعیت دارد.